# Express Non-Stop
Express Non-Stop è il terzo album in studio del gruppo pop danese Alphabeat, pubblicato nel 2012 solo in Danimarca.

## Tracce
1. The Beat Don't Stop – 2:43
2. Love Sea – 3:56
3. Since I Met You – 3:19
4. Younger than Yesterday – 3:16
5. Mad About You – 3:47
6. Express Non-Stop – 5:53
7. Vacation – 2:55
8. Brand New Day – 3:23
9. Show Me What Love Is – 3:30
10. Love on the Line – 3:57